# Régiment de Bourbonnais
Pour les articles homonymes, voir régiment de Chappes, régiment de Castelnau et Bourbonnais.
Le régiment de Bourbonnais, également appelé régiment de Bourbonnois, est un régiment d’infanterie du royaume de France créé en 1597.

## Création et différentes dénominations
- 6 mars 1597 : création du régiment de Nerestang
- 1598 : licencié après la paix (2 mai), à l’exception de la compagnie Mestre de camp
- 3 avril 1600 : rétablissement du régiment de Nerestang
- 17 janvier 1601 : licencié
- 31 mai 1602 : rétablissement du régiment de Nerestang
- 1604 : licencié
- 16 février 1610 : rétablissement du régiment de Nerestang
- 1611 : renommé régiment de Chappes
- 1631 : renommé régiment de Nerestang
- 1646 : renommé régiment de Sainte-Mesme
- 1661 : renommé régiment de Silly
- 1667 : renommé régiment de Castelnau
- 1er février 1673 : renommé régiment de Bourbonnais, au nom de cette province
- 1715 : renforcé par incorporation du régiment d’Esgrigny
- 1774 : le régiment est dédoublé : 
  - ses 1er et 3e bataillons forment le régiment de Forez
  - ses 2e et 4e bataillons continuent le régiment de Bourbonnais
- 1er janvier 1791 : renommé 13e régiment d'infanterie de ligne
- 20 mai 1794 : son 2e bataillon est amalgamé dans la 26e demi-brigade de première formation
- 17 juin 1794 : réformé, son 1er bataillon est amalgamé dans la 25e demi-brigade de première formation

## Équipement

### Drapeaux

Drapeaux d’ordonnance
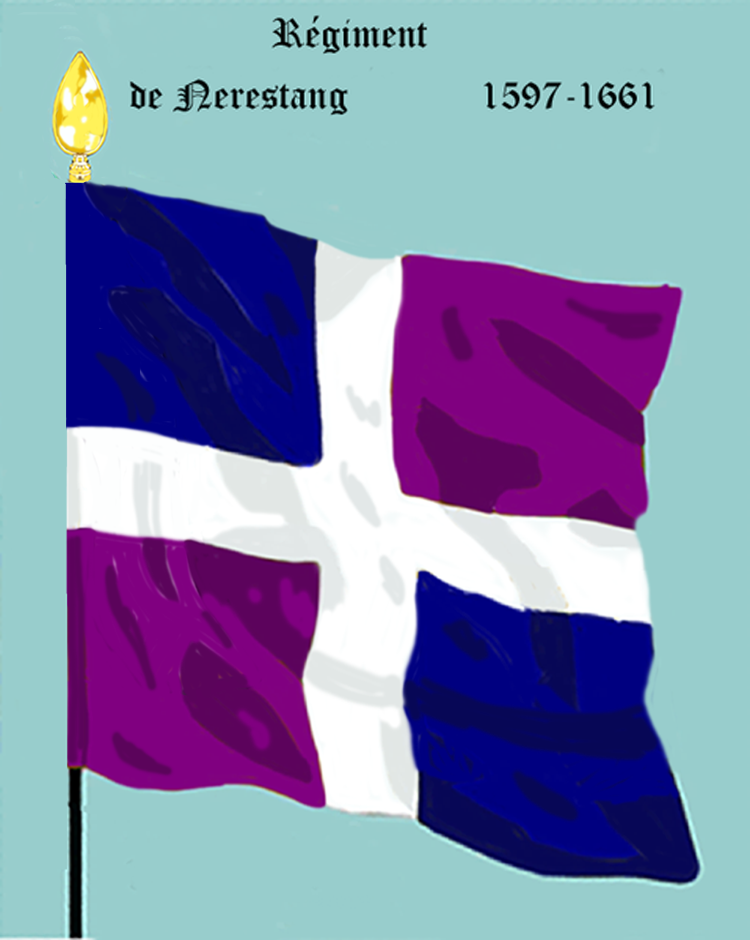
régiments de Nerestang, Chappes et Sainte-Mesme de 1597 à 1661
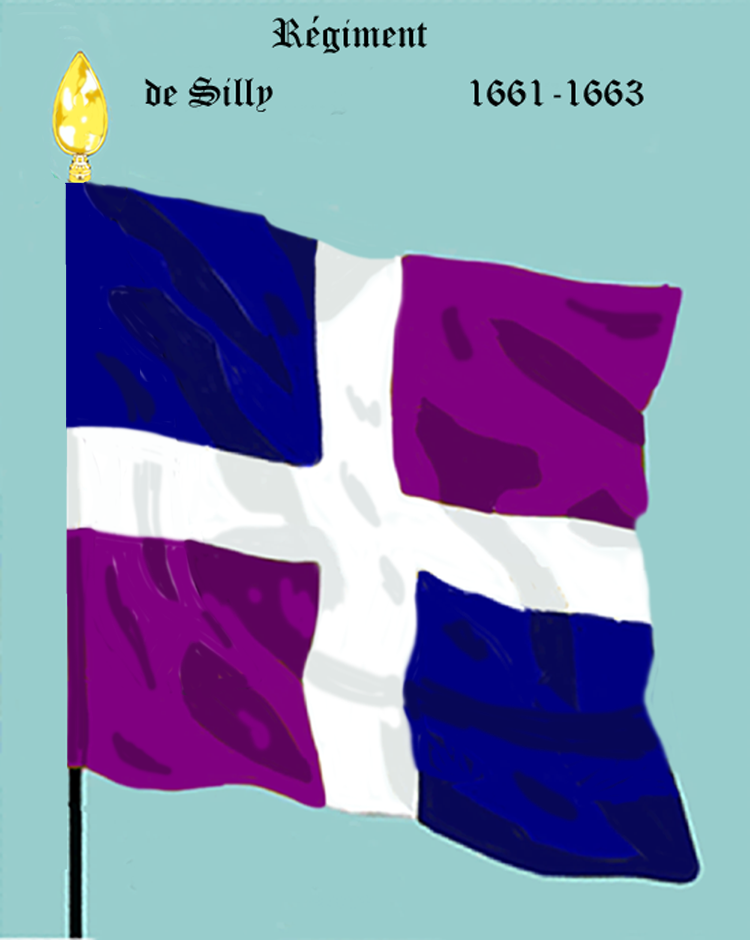
régiment de Silly de 1661 à 1663
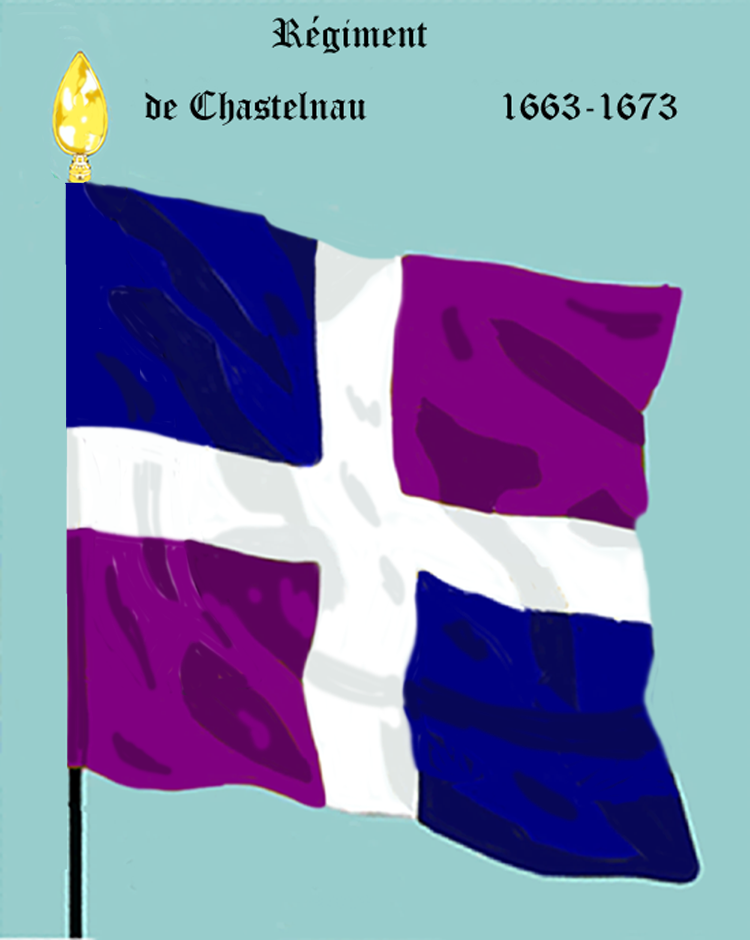
régiment de Castelnau de 1663 à 1673
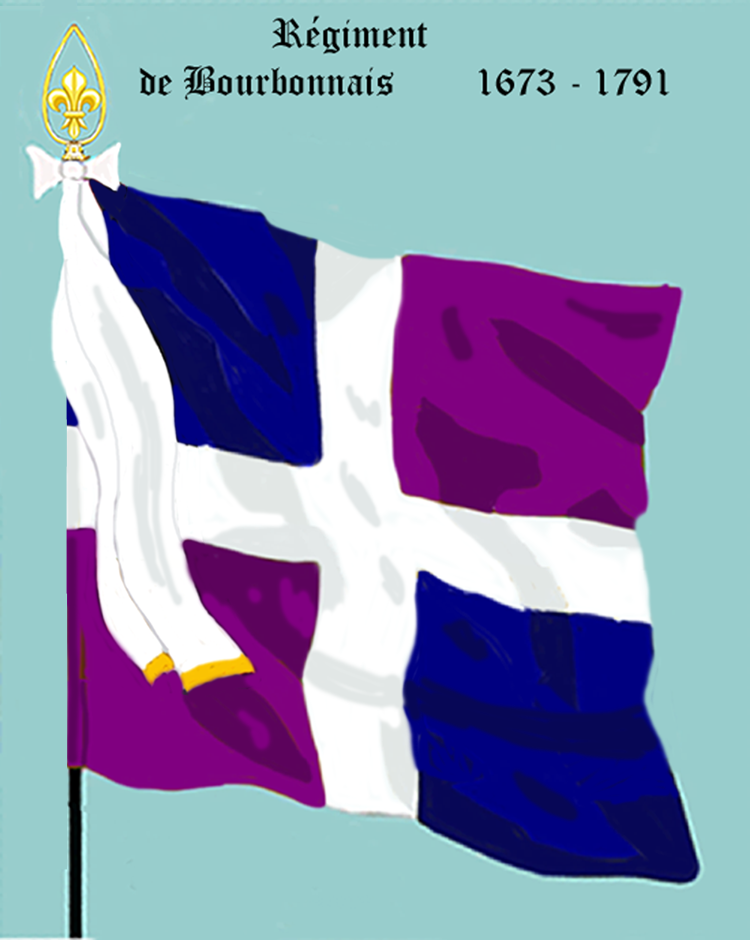
régiment de Bourbonnais de 1673 à 1791

### Habillement

Uniformes
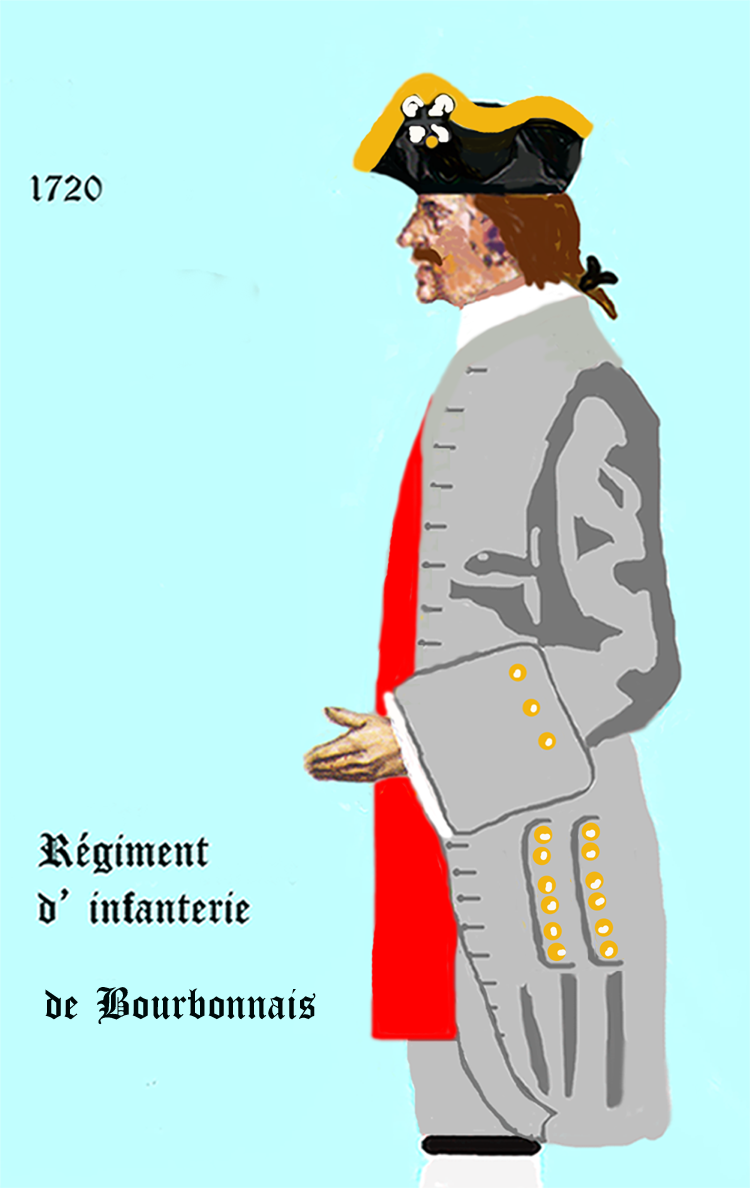
régiment de Bourbonnais de 1720 à 1734
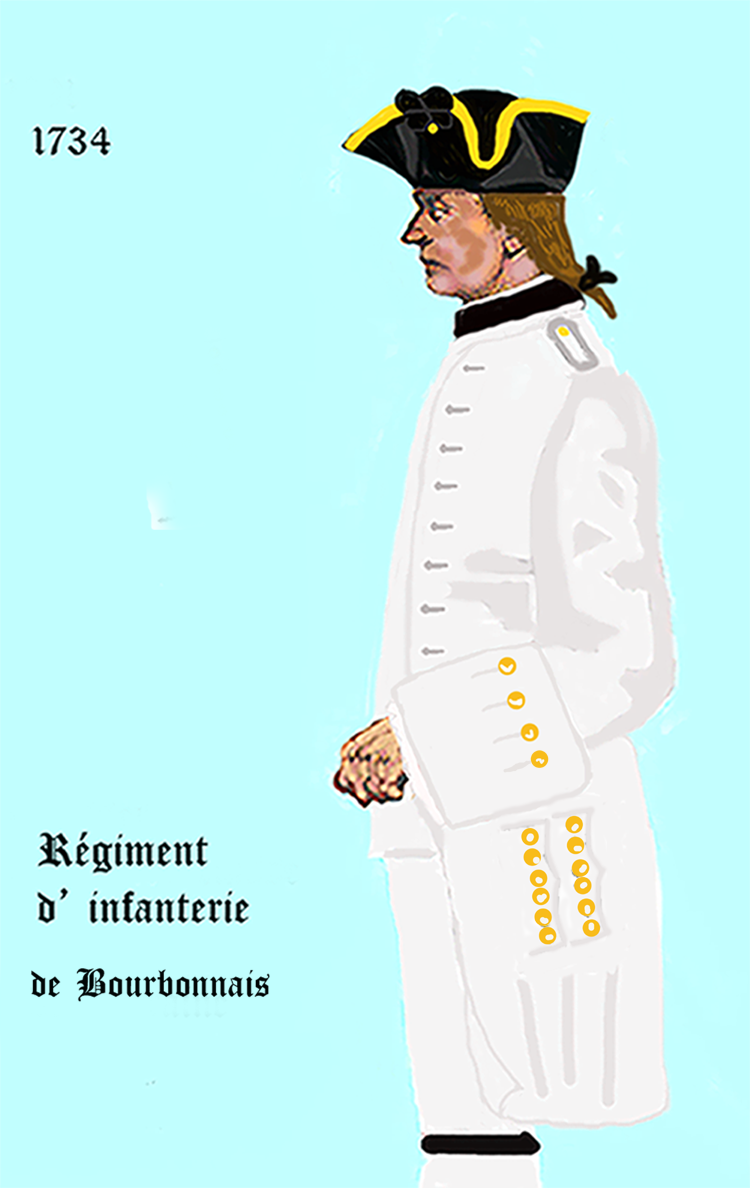
régiment de Bourbonnais de 1734 à 1757
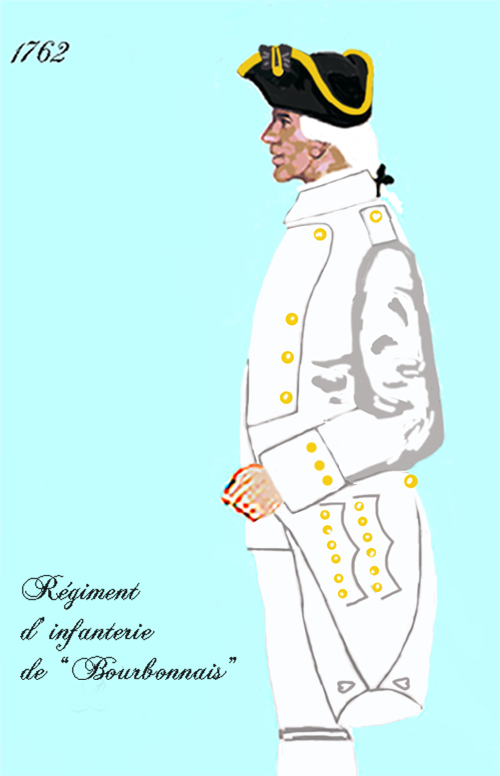
régiment de Bourbonnais de 1762 à 1774
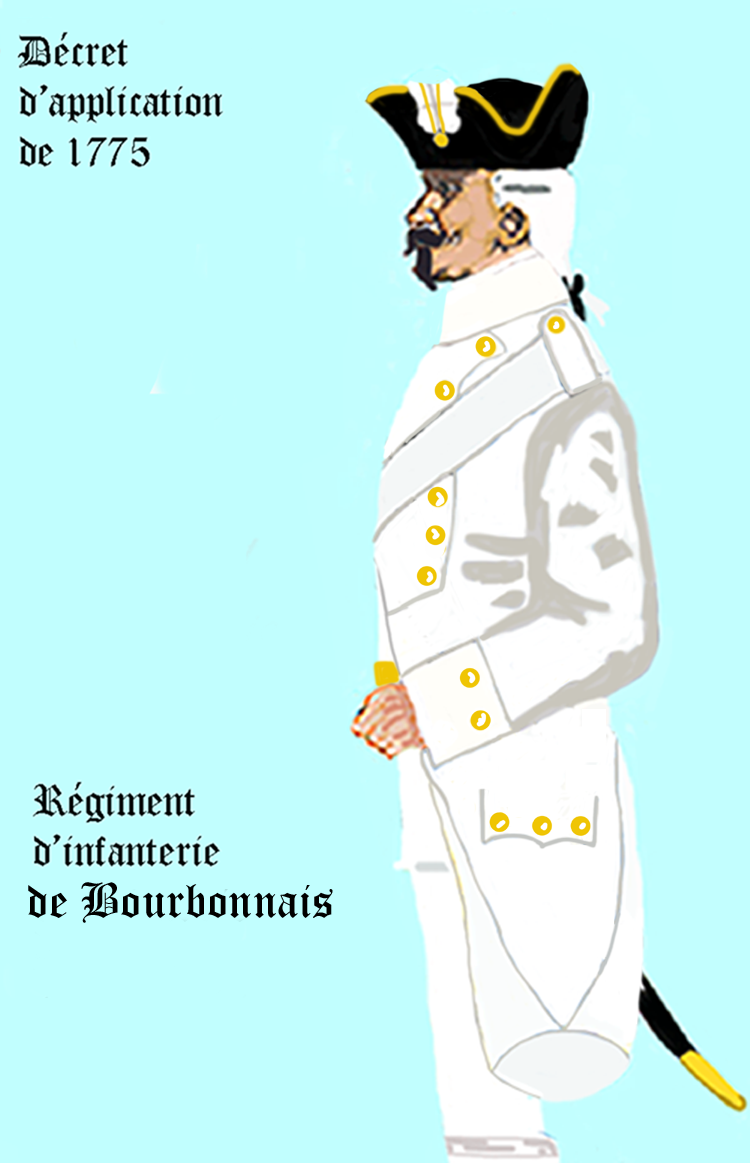
régiment de Bourbonnais en 1775
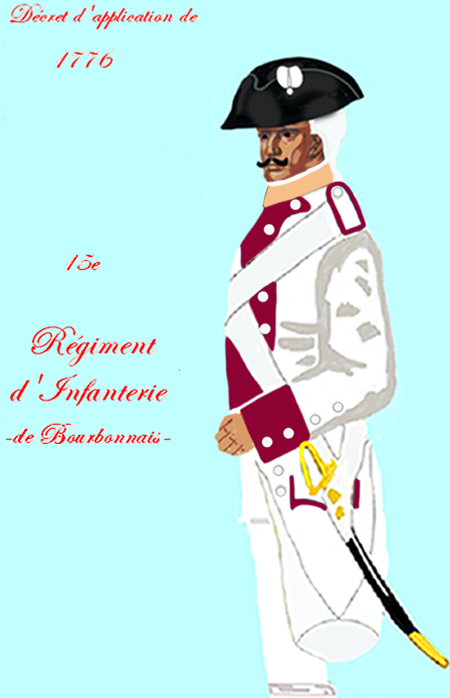
régiment de Bourbonnais de 1776 à 1779

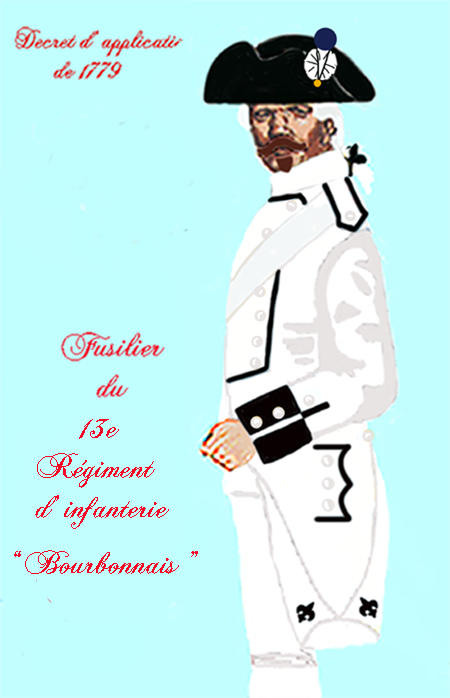
régiment de Bourbonnais de 1779 à 1791
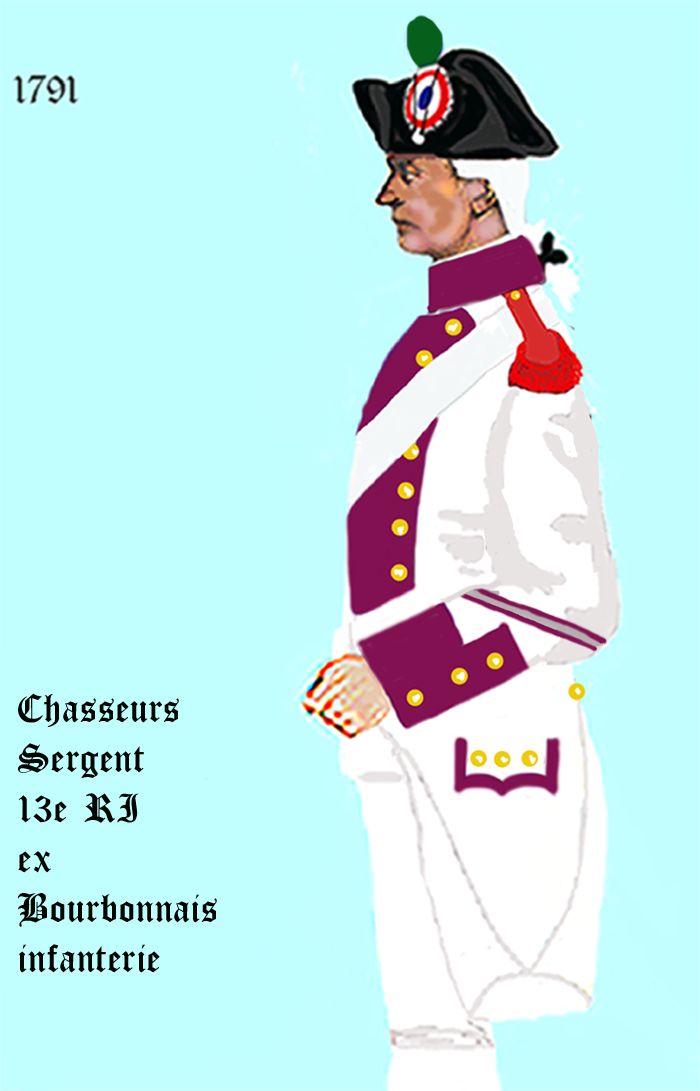
13e régiment d’infanterie de ligne de 1791 à 1792
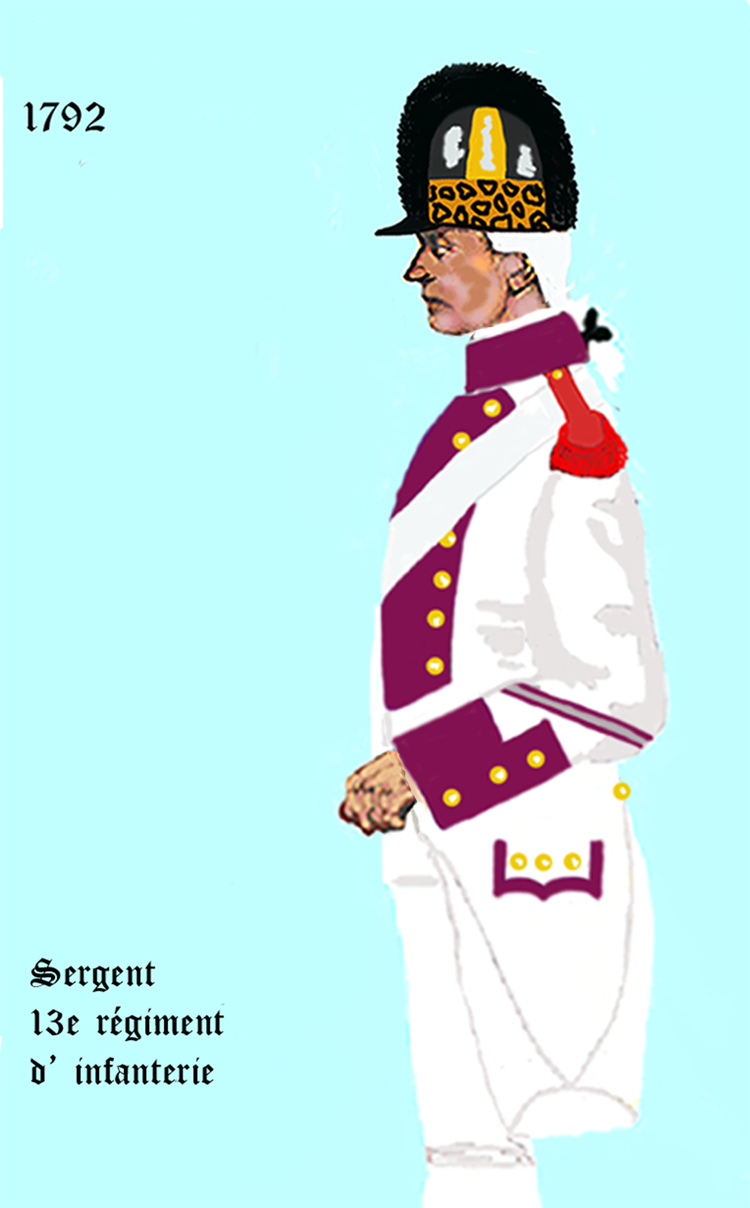
13e régiment d’infanterie de ligne de 1792 à 1794

## Historique

### Colonels et mestres de camp
- 6 mars 1597 : Philibert, marquis de Nerestang, maréchal de camp le 14 août 1615, † 16 août 1620
- 25 février 1611 : Jacques d’Aumont, baron de Chappes
- 1614 : César d’Aumont, baron de Chappes
- 6 février 1631 : Jean Claude, marquis de Nerestang, maréchal de camp le 29 septembre 1636, † 3 août 1639
- 1639 : Charles, marquis de Nerestang
- 30 juin 1645 : Anne Alexandre de L’Hôpital, comte de Sainte-Mesme, maréchal de camp le 16 janvier 1649, † 4 décembre 1701, âgé de 77 ans
- mai 1657 : Jacques de Vipart, marquis de Silly
- 1665 : Michel, marquis de Castelnau
- 20 avril 1673 : Pomponne, marquis de Reffuges, brigadier le 2 octobre 1676, maréchal de camp le 24 août 1688, lieutenant général le 3 janvier 1696, † 26 septembre 1712
- 2 mars 1687 : Louis Pierre Armand d’Aloigny, marquis de Rochefort
- 15 janvier 1700 : Louis Armand de Brichanteau, marquis de Nangis, brigadier le 26 octobre 1704, maréchal de camp le 19 juin 1708, lieutenant général le 8 mars 1718, maréchal de France le 11 février 1741, † 8 octobre 1742
- 1er janvier 1709 : Louis Antoine de Gramont, comte de Lesparre, brigadier le 1er février 1719, maréchal de camp le 20 février 1734, lieutenant général le 1er mars 1738, † 11 mai 1745
- 1er juillet 1727 : Joseph Marie de Boufflers, colonel, brigadier le 2 mai 1744, maréchal de camp le 1er janvier 1740, lieutenant général le 1er juillet 1744, † 2 juillet 1747
- 21 février 1740 : Antoine Antonin de Gramont, duc de Lesparre, brigadier le 1er mai 1745
- 17 février 1746 : Louis de Biran, comte de Goas, brigadier le 22 juin 1747, † 19 juillet 1747
- 17 août 1747 : Vincent Sylvestre de Thimbrune, comte de Valence, brigadier le 10 mai 1748, maréchal de camp le 20 février 1761
- 20 février 1761 : Joseph Roger de Verdusan, marquis de Miran
- 3 janvier 1770 : Louis Henri, marquis de Campenne[1]
- 29 juin 1775 : Anne Alexandre Marie Sulpice de Montmorency, marquis de Laval[Note 1]
- 1er juillet 1783 : Charles Louis Victor, prince de Broglie
- 23 novembre 1791 : François Henri, baron de Poutet
- 8 mai 1792 : Louis François Pierre, chevalier d’Arlandes de Salton

### Combats et batailles
En 1597, Philippe de Nerestang lève un régiment de son nom à partir des débris d’anciennes compagnies stationnées dans les garnisons de la Provence, connues sous le nom de bandes de Montferrat.
- Rébellions huguenotes
  - 1621 :
    - Siège de Saint-Jean-d'Angély (1621)
    - Siège de Montauban

  - 1622:
    - Siège de Montpellier, Siège de Saint-Antonin

  - 1627
    - Envoyé devant La Rochelle le régiment de Chappes est cantonné à Périgny avec le régiment de Guyenne.
- 1640 :
  - Siège de Turin
- 1650 :
  - Bataille de Rethel

- 1747 : 
  - Bataille d'Assietta ou le colonel Louis de Biran, comte de Gohas est tué durant la bataille.

Lors de la réorganisation des corps d'infanterie français de 1762, le régiment conserve ses quatre bataillons.
L'ordonnance arrête également l'habillement et l'équipement du régiment comme suit :
Habit, veste, parements et revers de drap blanc, culotte de tricot de même couleur; doubles poches en long garnies de six boutons, de deux en deux, l'une des deux pattes, vers les plis de l'habit, plus courte d'un pouce que l'autre, quatre boutons sur la manche, cinq au revers et quatre en dessous : boutons jaunes unis, forme plate, avec le no 8. Chapeau bordé d'or.
Lors de la réorganisation des corps d'infanterie français du 26 avril 1775 Bourbonnais conserve ses 4 bataillons.
- 1780 : Il s'embarque le 6 avril, à Brest, avec le marquis de Rochambeau pour aller porter secours aux États-Unis d'Amérique.

Il débarqua près de New York et parti en opérations en Rhode Island
- 1781 : le régiment oblige les avant-postes anglais à se réfugier dans New York puis fait sa jonction avec la flotte de l'amiral de Grasse dans le siège de Yorktown, victoire décisive de la guerre d'Amérique[4]. Le 28 septembre, devant Yorktown, il y ouvrit la tranchée à gauche avec Soissonnais, dans la nuit du 6 au 7 octobre. Cornwallis se rendit le 19.

102 officiers, sous-officiers et soldats de ce régiment sont morts aux États-Unis durant guerre d'indépendance des États-Unis.
Le 13e régiment d’infanterie de ligne a fait les campagnes de 1792, 1793 et 1794 à l’armée du Rhin. Ce régiment prit une part glorieuse à la bataille de Turkheim le 30 mars 1793.

### Quartiers
- Cambrai et Bouchain[6]